# Fonfría (Lugo)
Fonfría (San Xoan im galicischen) ist ein Ort am Jakobsweg in der Provinz Lugo der Autonomen Gemeinschaft Galicien, der zur Gemeinde Pedrafita do Cebreiro gehört.
Der Ortsname bezieht sich auf eine Quelle und würde auf Deutsch übersetzt Kaltenquell lauten. Im Mittelalter beherbergte der Ort eines von fünf Pilgerhospizen zwischen O Cebreiro und dem nahegelegenen Biduedo.